# 格賴姆斯 (加利福尼亞州)
格賴姆斯（英語：Grimes）是位於美國加利福尼亞州科盧薩縣的一個人口普查指定地區。

## 地理
格賴姆斯的座標為39°04′28″N 121°53′38″W / 39.07444°N 121.89389°W，而該地最高點為海拔高度14米（即46英尺）。

## 人口
根據2010年美國人口普查的數據，格賴姆斯的面積為5.856平方千米，當中陸地面積為5.856平方千米，而水域面積為0.000平方千米。當地共有人口391人，而人口密度為每平方千米66人。